# Хавьер, Марк
Марк Пинили Хавьер (исп. Mark Pinili Javier, родился 20 октября 1981 года в Думагете) — филиппинский стрелок из лука, чемпион Игр Юго-Восточной Азии 2005 года, участник летних Олимпийских игр 2008 и 2012 годов.

## Биография
Окончил Университет Силлиман со степенью бакалавра информационных технологий. Член Клуба по стрельбе из лука университета Силлиман в Думагете (SUDAC) и Национальной ассоциации стрельбы из лука Филиппин (NAAP), неоднократный призёр региональных и национальных соревнований по стрельбе из лука. Стрельбой из лука профессионально занимается с 1998 года, на международных турнирах выступает с 2005 года. Занимается разработкой дистанционно управляемых игрушек.
В 2005 году в составе сборной Филиппин (Марк Хавьер, Кристиан Кубилья, Флоранте Матан) завоевал титул чемпиона Игр Юго-Восточной Азии в Маниле в командном первенстве по стрельбе из олимпийского лука. В 2006 году участвовал в летних Азиатских играх в Дохе: в индивидуальном первенстве в квалификации занял 26-е место с 1248 очками, в плей-офф на стадии 1/16 финала победил казахского лучника Сергея Христича 99:95 и затем в 1/8 финала проиграл будущему чемпиону Игр Лиму Дон Хёну со счётом 106:100. В командном первенстве в составе сборной Филиппин (Марвин Кордеро, Кристиан Кубилья, Пауль де ла Крус, Марк Хавьер) на стадии 1/8 финала победил команду Катара 214:192, в четвертьфинале проиграл будущим чемпионам Игр — сборной Южной Кореи — со счётом 225:215.
На Олимпийских играх 2008 года в индивидуальном первенстве Марк Хавьер набрал 654 очка (36-е место из 64) и в первом же раунде плей-офф проиграл представителю Тайваня Го Чжэнвэю со счётом 106:102. На летних Азиатских играх 2010 года, проходивших в Гуанчжоу, в индивидуальном первенстве занял в квалификации 31-е место с 1284 очками и проиграл в 1/16 финала представителю Тайваня Сунь Цзяцзюню со счётом 4:0. На Олимпийских играх 2012 года в индивидуальном первенстве занял в квалификации 55-е место с 649 очками и проиграл в первом раунде американцу Брейди Эллисону со счётом 7:1.